# 程广中
程广中（？—），男，中华人民共和国外交官，曾任中华人民共和国驻古晋总领事。